# 343 Guilty Spark
343 Guilty Spark, também conhecido como Guilty Spark ou apenas Spark, é um personagem fictício do universo Halo. Ele aparece nos três primeiros jogos eletrônicos da série Halo: Halo: Combat Evolved, Halo 2 e Halo 3, bem como nos remakes dos dois primeiros jogos, Halo: Combat Evolved Anniversary e Halo 2: Anniversary. Guilty Spark é uma inteligência artificial cujo papel principal, conforme designado por seus criadores Forerunner, é manter seu mundo anel Instalação 04, também conhecido como 'Halo' como seu cuidador, e conter qualquer infestação das espécies parasitas do Flood através da ativação Matrizes de Halo, que destroem toda a vida na galáxia no processo. Ele é conhecido no Comando Espacial das Nações Unidas (UNSC) como Monitor e no Covenant como Oráculo, pois é associado ao legado dos Forerunners.
O personagem desempenha um papel importante no enredo da trilogia Halo original, alternando entre os papéis de benfeitor e antagonista do protagonista da série, Master Chief e seus aliados. Os principais pontos da trama em romances sequenciais publicados após o lançamento de Halo 3 revelam que o UNSC recuperou um fragmento de Guilty Spark que sobreviveu à sua aparente destruição em Halo 3, e que ele foi criado a partir da mente de um ser humano. Um personagem proeminente na franquia Halo, a recepção crítica do personagem foi mista; as críticas se concentraram em aspectos de sua personalidade e seu papel na jogabilidade da missão da campanha, enquanto seu papel na narrativa dos jogos como um agente de revelação e provedor de exposição da história foi bem recebido. O personagem é dublado pelo ator Tim Dadabo. Na localização brasileira de Halo 3 é dublado por Gustavo Nader.
A 343 Industries, os atuais desenvolvedores responsáveis pela franquia de jogo eletrônico Halo e um estúdio subsidiário da Xbox Game Studios com sede em Redmond, Washington, leva o nome do personagem.

## Design e Atributos
"Eles basicamente me deram um roteiro e disseram: 'Ok. Este é o 343 Guilty Spark. Ele é chamado de monitor. Ele é um orbe voador e incrivelmente inteligente. Ele é uma I.A. Você é basicamente um C3PO muito bom com uma missão maníaca. Você não sabe disso ainda, mas ele vai ficar muito, muito sombrio.' Então, no fundo da sua mente, você sempre tem que ter essa missão sombria, mas tem que parecer muito amigável."

Tim Dadabo em Dublando 343 Guilty Spark em Halo
343 Guilty Spark é apresentado como uma máquina compacta e esférica, ao contrário do design angular de seus aliados, as Sentinelas Forerunner. Ele se move pairando no ar e possui um único olho pulsante que normalmente brilha em azul; em Halo 3, o olho de Guilty Spark fica vermelho quando enfurecido e é capaz de disparar raios laser como uma medida ofensiva.
A Bungie usou o personagem de Star Wars C-3PO como ponto de referência para Guilty Spark, e pretendia que os personagens tivessem uma voz semelhante entre si. Dadabo notou que ele teve liberdade para desenvolver seu próprio estilo e personalidade no desenvolvimento de Guilty Spark para Combat Evolved já que os personagens eram relativamente indefinidos, enquanto ele foi especificamente direcionado para se tornar um pouco mais profundo e sombrio com o personagem em jogos posteriores. Dadabo lembrou que a equipe de desenvolvimento da Bungie estava constantemente fazendo alterações no roteiro e nas cenas do jogo, mesmo quando a gravação estava em andamento, e muitas vezes ele era solicitado a ir e voltar ao estúdio para gravar novas falas. Dadabo notou que foi guiado pelo líder do projeto Jason Jones e pelo escritor principal Joseph Staten durante o processo de gravação, e que recebeu o contexto adequado por trás de falas e cenas específicas para representar seu personagem.
Guilty Spark opera com estrita aderência aos protocolos de programação dos Forerunners; ele é incapaz de recuperar diretamente o índice de ativação da instalação ou reuni-lo com seu Núcleo para iniciar o processo de disparo. Ele precisa de outro ser, especificamente um membro da raça humana a quem ele se refere como os "Reclaimers", para fazer isso por ele. Sua personalidade é apresentada como excêntrica e peculiar; ele se proclama um gênio ao alcance de outros indivíduos, cantarola para si mesmo em meio a uma situação de combate, demonstra uma "maneira alegre e profissional" em face da violência física, e instrui alegremente suas Sentinelas aliadas para "salvar sua cabeça" ao atacar o Master Chief. Guilty Spark parece ser emocionalmente desapegado em contraste com sua colega personagem IA, Cortana, e mostra pouca empatia quando seus associados sofrem ferimentos ou mesmo a morte, apenas lamentando a inconveniência de encontrar outro indivíduo que esteja disposto e capaz de ajudá-lo a alcançar seus objetivos; quando Sesa 'Refumee é morto pelo Árbitro em Halo 2, ele casualmente observa que a "edificação de 'Refumee foi muito agradável". Foi sugerido que o constructo é insano ou mentalmente instável devido aos milênios que ele passou na solidão como o Monitor da Instalação 04. Em Halo: The Flood, o Master Chief observa que as inteligências artificiais frequentemente ganham "peculiaridades" comportamentais após anos de operação e eventualmente entrariam em um estado de espírito imprevisível chamado "rampancy".
Apesar de seus traços de personalidade incomuns, Guilty Spark mostra ser pragmático e obstinado na busca de seus objetivos, e vê o mundo principalmente em termos de resultados. Dadabo descreveu seu personagem como um "bastardo" que engana os outros para cumprir seus objetivos. Embora totalmente ciente do que a Instalação 04 faria se fosse ativada, Guilty Spark insiste na implementação do processo de ativação e insiste que é a única opção viável para conter o surto de Flood. Ele não forneceu ao Master Chief uma divulgação completa das capacidades da Instalação 04 durante seu primeiro encontro, insistindo que ele não entrou em detalhes porque o Chief não perguntou, e parecia estar sob a presunção de que todos os "Reclaimers" humanos estão cientes do verdadeiro propósito das instalações Halo e estão comprometidos com os mesmos objetivos que ele.

## Aparições

### Halo: Combat Evolved
343 Guilty Spark faz sua primeira aparição em Halo: Combat Evolved, de 2001, como o principal antagonista, e subsequentemente aparece na romantização de 2003 do jogo, Halo: The Flood. O Master Chief entra em contato com Guilty Spark em uma área de pântano em Halo logo após encontrar o Flood, uma infestação parasitária acidentalmente liberada na superfície de Halo. Guilty Spark informa ao Chief que ele é o Monitor do mundo anel e que precisa da ajuda do Chief para evitar que o Flood escape do anel.
Usando a grade de teletransporte do Halo, 343 Guilty Spark se teletransporta com o Master Chief para a Biblioteca, um vasto complexo que contém o Índice, a chave de disparo do Halo. Depois de lutar por ondas sucessivas de Flood com a ajuda das Sentinelas robóticas de Guilty Spark, Master Chief é capaz de reivindicar o Índice, no qual Guilty Spark os teletransporta para a sala de controle do Halo. Guilty Spark o instrui sobre como ativar Halo, explicando que tal tarefa é muito importante para um constructo como ele realizar. Enquanto o Master Chief insere o Índice no painel de controle, Cortana, tendo sido deixada na sala de controle anteriormente por Chief, leva abruptamente o Índice antes que a sequência de disparo possa ser acionada.
Cortana explica a um confuso Master Chief que Halo não foi projetado para matar o Flood; é projetado para matar sua comida. Comida, neste caso, significa qualquer biomassa de tamanho suficiente para sustentar o Flood, que inclui toda a vida senciente na galáxia. Guilty Spark confirma isso de bom grado: o disparo da instalação Halo em que estão causará a erradicação de toda a vida senciente em 25.000 anos-luz e, por sua vez, fará com que outras instalações idênticas sejam disparadas, matando assim toda a vida senciente dentro de três raios galácticos de a galáxia Via Láctea. Esta revelação convence o Master Chief a abandonar o plano de Guilty Spark. Com Cortana em posse do Índice e Master Chief em posse de Cortana, Guilty Spark ordena que as Sentinelas o matem, mas "salvem a cabeça", que contém o chip IA de Cortana e, portanto, o Índice. Chief, no entanto, escapa e segue para os destroços da Pillar of Autumn para detonar os reatores da nave, desestabilizando o anel. Apesar dos melhores esforços do Monitor para interromper o Chief (poupando registro histórico da Terra armazenado em bancos de memória da Autumn), os reatores de fusão da nave ficam críticos, destruindo grande parte do anel. Guilty Spark admite a contragosto em seu diário que, embora indevidamente, a explosão impediu o Flood de escapar, e na cena pós-créditos deixa o anel destruído para trás.
O remake de Combat Evolved de 2011 introduziu terminais de informação desbloqueáveis que reproduzem uma série de quadrinhos animados narrados por Guilty Spark. Os terminais detalham o tempo de Guilty Spark na Instalação 04 durante seus longos milênios de isolamento de sua perspectiva e fornecem algumas informações básicas sobre os Forerunners e as instalações Halo que eles construíram, bem como detalhes da história de Halo 4.

### Halo 2
343 Guilty Spark faz um retorno em Halo 2. Após a destruição da Instalação 04, Guilty Spark viaja para uma instalação de mineração de gás Forerunner na atmosfera do gigante gasoso Threshold, que a Instalação 04 orbitava. Nele, ele encontra um Elite Covenant chamado Sesa 'Refumee e revela o propósito de Halo para ele. Percebendo que a "Grande Jornada" de que falam os Prophets do Covenant é o extermínio de toda a galáxia, 'Refumee se rebela contra o Covenant. Quando o Árbitro é enviado para matar os "Hereges", ele é atacado pelas Sentinelas e encontra Guilty Spark, a quem ele se refere como o Oráculo para desgosto do robô. Uma vez que o líder Herege está morto, o Brute Tartarus chega e captura Guilty Spark. Os Hierarcas do Covenant usam Guilty Spark para descobrir como ativar o Delta Halo. Com o Índice do Delta Halo garantido, Tartarus, Guilty Spark e um Reclaimer (Miranda Keyes que foi capturada) necessário para ativar o anel, vão para a sala de controle do anel, onde são confrontados pelo Árbitro e seu novo aliado, Avery Johnson. Na luta que se seguiu, Keyes é capaz de parar o disparo de Halo, mas Guilty Spark informa que, uma vez que os anéis foram inesperadamente desligados, protocolos à prova de falhas começaram e que todos os Halos restantes podem ser ativados remotamente de um lugar chamado a Arca.

### Halo 3
Guilty Spark aparece mais uma vez em Halo 3 de 2007, salvando o Master Chief de uma forma Flood. Ele afirma que toda a sua pré-programação foi inutilizada agora que sua instalação foi destruída, e promete ajudar o Master Chief de qualquer forma, já que o Chief ainda é um Reclamante - de acordo com Spark, a humanidade é, de fato, descendente dos Forerunners. Guilty Spark repara a mensagem que Cortana deixou em uma nave controlada pelo Flood, e marca junto com os humanos e Elites que se dirigem por um portal Slipspace que leva à Arca. Lá, Guilty Spark conduz o Master Chief e aliados durante a instalação. Depois que o Prophet of Truth é morto, Guilty Spark revela que a construção de um novo Halo está em andamento para substituir o que o Master Chief destruiu em Halo: Combat Evolved. Quando o Sargento Avery Johnson tenta disparar o anel prematuramente, Guilty Spark fere Johnson fatalmente com um raio de energia disparado de seu olho para impedi-lo de destruir a Instalação e a Arca. Guilty Spark reivindica a propriedade da instalação incipiente e está determinado a protegê-la e à Arca do disparo prematuro, forçando o Master Chief a destruir Guilty Spark para ativar a instalação e parar o Flood de uma vez por todas.

### Em outras mídias
Guilty Spark aparece nos romances Halo: The Flood, na série de romances A Saga dos Forerunners começando por Halo: Cryptum; e em Halo: Renegades. O ator de voz do personagem, Tim Dadabo, serve como narrador da edição do audiolivro de Halo: Primordium, o segundo romance da Saga Forerunner de Greg Bear.
Em Primordium, ele é resgatado pela tripulação de resgate da Ace of Spades após cair em um planeta isolado. É finalmente revelado que ele era originalmente um ser humano chamado Chakas que foi digitalizado pelos Forerunners às custas de sua forma biológica. Tendo recuperado sua sanidade e muito de sua personalidade humana original, ele fica horrorizado com o que se tornou como um Monitor Forerunner. Agora que escolhe ser conhecido simplesmente como "Spark", ele se alia à tripulação para recuperar sua propriedade roubada da ONI, que também está atrás da IA, e para completar sua própria missão de encontrar a Librarian. Tendo sucesso em ambos, Spark é desviado de seu plano original pela Librarian e o faz reconhecer os amigos que ele fez entre a tripulação. Dada uma chave de coordenada para "o lugar seguro" pela Librarian e habitando o corpo de um robô Forerunner armiger pelos eventos de Renegades, Spark ajuda seus amigos a escapar da ONI e oferece seus serviços à tripulação como a IA de bordo da Ace of Spades que o Spark atualiza bastante usando a tecnologia Forerunner. A tripulação se dedica a encontrar a Spirit of Fire há muito perdida, enquanto a Librarian indica à Capitã Rion Forge que Spark, que ela chama de singularmente único devido à sua capacidade de evoluir bastante por conta própria com o tempo, ainda pode ter um papel importante a desempenhar nos eventos que estão por vir.
Guilty Spark está incluído como parte do pacote Halo Mashup DLC para as edições de Xbox 360 e Xbox One de Minecraft, e está disponível como uma opção de personalização para as antenas de carro na edição de Xbox One de Rocket League. O personagem foi apresentado como parte da linha de mercadorias da franquia Halo.

## Influências e análises
"Ele pode ser o fogo-fátuo que o leva ao erro. Afinal, você o encontrou em um pântano. Ou ele pode ser um anjo da guarda. Ele se afasta para destrancar uma porta, deixando você de costas para a parede segurando a onda interminável de Flood. Ele deixou você para morrer? Ah, finalmente, a porta se abrindo - tem que se abrir tão devagar? - e lá vem ele de novo. E há algum momento mais glorioso do que a aparição das Sentinelas de Guilty Spark? Finalmente, ajuda. Por fim, você pode respirar enquanto aqueles lindos feixes cor-de-sol fazem o trabalho pesado. Ao longo do caminho, Guilty Spark é um narrador honesto, alegre e consciencioso, contando pedaços da história enquanto você joga."

Tom Chick, "Em Defesa da Biblioteca de Halo"
Em seu livro Godwired: Religion, Ritual and Virtual Reality, Heather Wagner sugeriu que o nome Guilty Spark evoca temas religiosos quase gnósticos. O número "343" é o resultado de sete vezes sete vezes sete; foi sugerido que o número sete tem um significado especial para os desenvolvedores originais de Halo, já que é frequentemente referenciado no contexto do universo do jogo, e que o número três também é usado quando um ponto significativo da trama está sendo sinalizado.
O papel de Guilty Spark na série Halo é citado como um exemplo de uma tendência em jogos eletrônicos onde a tecnologia, e não os anjos, é escalada como um agente de revelação. Em seu livro Halo and Philosophy: Intellect Evolved, Luke Cuddy sugeriu que a maneira de Halo lidar com a inteligência artificial mostra que a sociedade moderna associa mais comumente a ideia de revelação com a tecnologia do que com as forças divinas, e que a crença em Deus é desnecessária para ansiar por compreensão da situação humana, uma vez que a crença da humanidade no divino está de alguma forma sendo implantada pela "fé" na tecnologia. Ele comparou o papel de Spark em revelar a verdade das instalações Halo para vários personagens principais que um anjo: um guia e mediador de outro mundo que acompanha os visionários através de terreno sobrenatural potencialmente traiçoeiro, interpreta o que eles veem para que possa ser transmitido como informação privilegiada, e fornece a garantia de um propósito mais elevado em face do apocalipse. O diálogo de Spark representa o poder "desmitificador" da explicação naturalista, porque ele desmascara as crenças religiosas e superstições da facção Covenant - que os Forerunners são seres divinos, que ele é um "oráculo" que fornece revelação divina e que as instalações Halo são instrumentos de salvação eterna - com informações factuais.
Cuddy também sugeriu que o comportamento não convencional de Guilty Spark fala a uma inteligência que pensa muito diferente em comparação com os outros personagens ou facções da série. Ele contrastou as prioridades do personagem com as de Master Chief e Cortana, já que ele parece estar em choque e descrente de que eles considerariam destruir a Pillar of Autumn e seus extensos registros da história humana, mas está preparado para limpar a galáxia de toda vida senciente através da ativação das instalações Halo sem hesitação, notando que o personagem considera os humanos existentes menos reais e menos dignos de estudo, categorização e preservação do que os artefatos digitais deixados por seus ancestrais.
Comentando sobre seu papel como um instrumento para o desenvolvimento do personagem, Tom Chick da GamePro chamou a atenção para um momento culminante no final do nível da Biblioteca, onde Master Chief é descrito como "o guerreiro indistinto e bem-intencionado cuja consciência feminina estridente teve que colocá-lo em forma", refletindo que "há algo deliciosamente doméstico em como Cortana não pode acreditar o quão burro e confiante ele é" ao ponto que um "robozinho engraçado" o enganou "como o soldado que ele é", e que ele "seguiu cegamente as instruções de Guilty Spark, carregando a chave para a ignição, perfeitamente disposto a girá-la e, consequentemente, ativar o Halo e exterminar toda a vida na galáxia", sem ter conhecimento do verdadeiro propósito da instalação Halo até a intervenção de Cortana. Ele chamou de o momento mais humano da série Halo e um contraste com o retrato de Master Chief como um herói de guerra infalível em sequências posteriores.
Charlie Barratt do GamesRadar identificou Guilty Spark como um aminimigo do Master Chief devido à sua constante mudança de lealdade durante a trilogia Halo, notando que ele foi programado pelos Forerunners para ativar e proteger as estruturas Halo quando necessário, apenas aliando-se a certos personagens quando seus objetivos alinharem por coincidência.

## Recepção
Guilty Spark recebeu uma recepção mista de críticos e fãs. Luke Plunkett, do Kotaku, chamou o personagem de "pequena máquina flutuante cujo único propósito é pairar" e irritar o jogador. Jeff Marchiafava da Game Informer chamou Guilty Spark de "babaca" devido aos seus atos recorrentes de traição. Ron Whitaker do The Escapist incluiu Guilty Spark em sua lista de terríveis vilões de jogo eletrônico; Whitaker admitiu que, embora Guilty Spark não seja ruim como personagem cômico, ele fez uma comparação desfavorável com Wheatley de Portal 2 e expressou desapontamento por Spark ser o chefe final de Halo 3, opinando que a experiência de jogo parecia anticlimática como um resultado. George Reith, da Gamingbolt, criticou a aparência e o design do personagem, alegando que a Apple teria "criado algum tipo de dispositivo organizacional e multimídia que se parece exatamente com 343 Guilty Spark" na década de 2020. Michael Swaim do IGN discutiu Guilty Spark e os Forerunners em seu artigo de 2020, "3 Grandes vilões do jogo cujos planos não fazem sentido", onde ele criticou suas motivações e ações na série como planejadas e carregadas de buracos no enredo. Dadabo reconheceu uma recepção negativa ao seu personagem durante as entrevistas, e está ciente de que uma parte significativa do fandom de Halo considera Guilty Spark um personagem irritante.
Por outro lado, 343 Guilty Spark foi descrito como um "pequeno robô genocida adorável" e um "favorito dos fãs". A edição australiana do Gamespot considerou Guilty Spark um personagem significativo da franquia Halo, sendo um de seus "inimigos mais humorísticos, enigmáticos e - em última análise - letais". Chick opinou que o personagem é "uma grande variação do estereótipo de droide IA amigável/traidor". Cuddy destacou Guilty Spark e Cortana como os personagens mais desenvolvidos da série Halo, e os chamou de pontos brilhantes em Combat Evolved, onde um mundo de jogo de ficção científica imersivo, mas superficial é apresentado. O site de jogos GameDaily listou o personagem como um dos principais "gênios do mal" dos jogos eletrônicos, afirmando "Se HAL-9000 tivesse algum parente distante, 343 Guilty Spark seria o parente mais próximo." Ashton Raze do The Telegraph incluiu Guilty Spark em sua lista dos maiores personagens robôs dos jogos. Guilty Spark foi o personagem de Halo mais solicitado pelos fãs para o Minecraft Mashup DLC. Alguns níveis selecionados de campanha para um jogador de Halo: The Master Chief Collection, onde Guilty Spark desempenha um papel narrativo fundamental, foram elogiados por várias fontes por estarem entre os melhores níveis de campanha na série Halo: "343 Guilty Spark" e "A Biblioteca" em Combat Evolved e "Halo" em Halo 3.
Um concurso de escultura de abóbora de Halloween chamado 343 Guilt O'Lantern foi organizado anualmente pela Halo.Bungie.Org de 2004 a 2016; o título e o logotipo do concurso usaram o design e o nome do personagem como inspiração.
Jornalistas de jogos eletrônicos reconheceram a semelhança da estética de design de Guilty Spark com a do Ghost, companheiros robóticos dos personagens dos jogadores Guardians na franquia de jogo eletrônico Destiny, como um dos elementos mais reconhecíveis retirados da série Halo da Bungie.